# سواكن
سَواكِنْ : مدينة تقع في شمال شرق السودان، على الساحل الغربي للبحر الأحمر على ارتفاع 66 متر (216.6 قدم) فوق سطح البحر وتبعد عن العاصمة الخرطوم حوالي 642 كيلومتر (398.9 ميلاً) غرباً وعن مدينة بورتسودان 54 كيلومتر (33.5 ميلا)، وتضم منطقة أثرية تاريخية وكانت سابقاً ميناء السودان الرئيسي. وقد بُنيت المدينة القديمة فوق جزيرة مرجانية وتحولت منازلها الآن إلى آثار وأطلال.

## سبب التسمية
سواكن لغة، هو لفظ أقرب إلى السكنى بمعنى الإقامة، سكن يسكن ساكن سواكن، أو بمعنى الهدوء السكون والسكينة، إلا أن هناك عدة افتراضات وروايات يتداولها الكتاب في معرفة معنى الاسم ومصدره وسبب تسمية المدينة به، ومنها ما ذهب إليه الكاتب المصري الشاطر البصيلي الذي ذكر بأن اللفظ سواكن من أصل مصري قديم وهو «شواخن» ويعني محطة - شوا. وشوا Shewa هو اسم لمملكة إسلامية بالحبشة في سنة 1285 م، وحسب رأيه فإن سبب تحول كلمة «شواخن» إلى شواكن أو سواكن، يعود إلى خلو لغات البجا من لفظ الخاء والذي غالباً ما يقلب إلى كاف أو هاء في بعض لهجاتها.
أما الرأي الغالب فما أشارت إليه العديد من الدراسات أن إسمها اِشتق من عدة قصص إسطورية يرجع تاريخها إلى عصر الملك سليمان وبلقيس ملكة سبأ
وهناك من يعتقد بأن الاسم عربي الأصل ومشتق من كلمة «السوق» ويستدل على ذلك بوصول بعض العناصر العربية التي هاجرت من شبه الجزيرة العربية من الضفة المقابلة لموقع سواكن على البحر الأحمر واستقراوا فيه واختلطوا بسكانه المحليين. وتطور الموقع بفضل خدمة التجارة وعرف باسم «سواقٍ» أو أسواق والذي حرف فيما بعد إلى سواكن، ويدعمون هذا الرأي بالاسم الذي يطلقه البجا على سواكن وهو (أوسوك) ومعناه باللغة البجاوية السوق.

## الموقع
تقع سواكن على خط عرض 19,5 درجة شمال خط الاستواء وخط طول 37,5 درجة شرق. واشتهرت قديما وكانت تمر بها الرحلات بعد عبور الموانئ المجاورة له مثل ميناء القنفذة وميناء جدة وميناء الليث وميناء ينبع في السعودية وميناء القصير وميناء سفاجا في مصر. وكانت في الأصل جزيرة ثم توسعت إلى الساحل وما جاوره فغدت مدينة سواكن تضم الجزيرة والساحل.

## الطوبغرافيا
بنيت سواكن فوق جزيرة مسطحة الأرض بيضاوية الشكل طولها حوالي 750 متر وعرضها أقل من 500 متر داخل شرم ضيق يفتح على البحر الأحمر ومتصل بالبر بطريق ممهد، ويتكون الساحل من بحيرات مستنقعات وشعاب مرجانية وسهول تحدها تلال من الداخل تغطيها أحراش متفرقة وخيران (أودية موسمية) وفي الخريف توفر الأمطار كميات من المياه.

## المناخ
في الشتاء تهب رياح موسمية ينتج عنها نسيم بارد وأمطار ولكن في الصيف تتغير أحوال الطقس ويكون أقرب إلى جو المحيط الهندي الصيفي الحار المشبع بالرطوبة وتكون الرياح مصحوبة بعواصف ترابية تهب من الصحراء.
| البيانات المناخية لـسواكن    | البيانات المناخية لـسواكن | البيانات المناخية لـسواكن | البيانات المناخية لـسواكن | البيانات المناخية لـسواكن | البيانات المناخية لـسواكن | البيانات المناخية لـسواكن | البيانات المناخية لـسواكن | البيانات المناخية لـسواكن | البيانات المناخية لـسواكن | البيانات المناخية لـسواكن | البيانات المناخية لـسواكن | البيانات المناخية لـسواكن | البيانات المناخية لـسواكن |
| الشهر                        | يناير                     | فبراير                    | مارس                      | أبريل                     | مايو                      | يونيو                     | يوليو                     | أغسطس                     | سبتمبر                    | أكتوبر                    | نوفمبر                    | ديسمبر                    | المعدل السنوي             |
| ---------------------------- | ------------------------- | ------------------------- | ------------------------- | ------------------------- | ------------------------- | ------------------------- | ------------------------- | ------------------------- | ------------------------- | ------------------------- | ------------------------- | ------------------------- | ------------------------- |
| متوسط درجة الحرارة الكبرى °ف | 78                        | 79                        | 81                        | 86                        | 91                        | 100                       | 108                       | 106                       | 99                        | 91                        | 86                        | 81                        | 91                        |
| متوسط درجة الحرارة الصغرى °ف | 66                        | 66                        | 68                        | 70                        | 75                        | 77                        | 82                        | 84                        | 79                        | 77                        | 86                        | 70                        | 75                        |
| الهطول إنش                   | 0.3                       | 0.1                       | 0                         | 0                         | 0                         | 0                         | 0.01                      | 0.01                      | 0                         | 0.02                      | 0.08                      | 0.04                      | 0.56                      |
| متوسط درجة الحرارة الكبرى °م | 86                        | 26                        | 27                        | 30                        | 33                        | 38                        | 42                        | 41                        | 37                        | 33                        | 30                        | 27                        | 38                        |
| متوسط درجة الحرارة الصغرى °م | 19                        | 19                        | 20                        | 21                        | 24                        | 25                        | 28                        | 29                        | 26                        | 25                        | 30                        | 21                        | 24                        |
| الهطول مم                    | 8                         | 2                         | 0                         | 0                         | 0                         | 0                         | 0.3                       | 0.2                       | 0                         | 0.6                       | 2.1                       | 1.1                       | 14.3                      |
| المصدر: Weatherbase          |                           |                           |                           |                           |                           |                           |                           |                           |                           |                           |                           |                           |                           |

## التاريخ

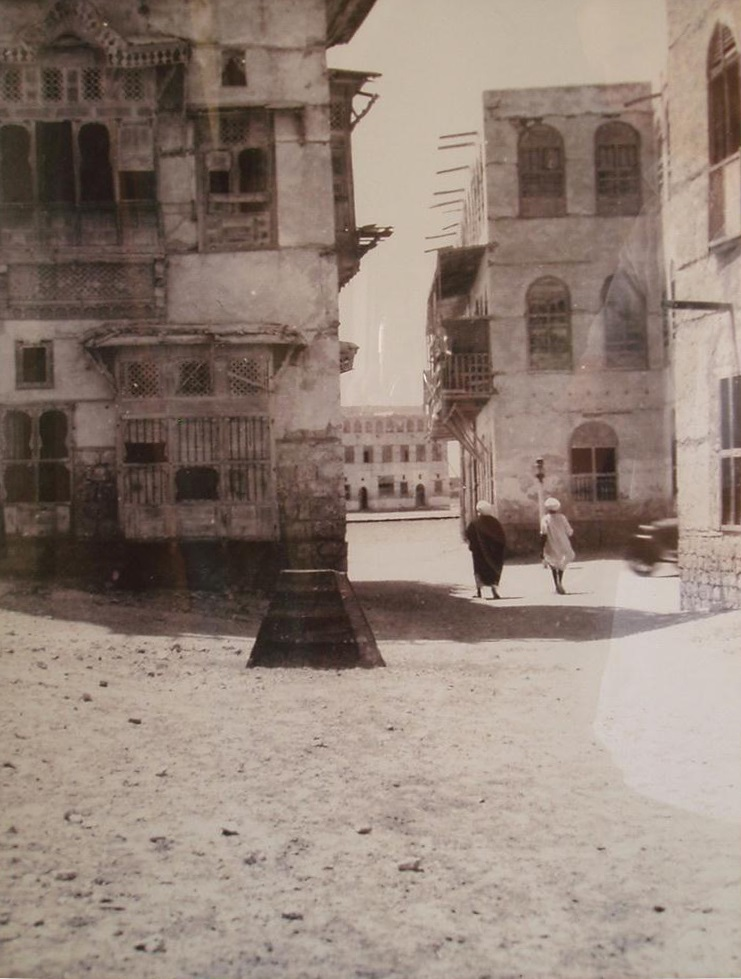
سواكن في سنة 1928

لا يعرف تاريخ محدد تأسست فيه سواكن، ولكن الكثير من الشواهد تدل على أن الجزيرة كانت مأهولة منذ تاريخ موغل في القدم، واشتهرت بعد ظهور الإسلام وازدادت شهرة بعد أن استطاعت أن تحل محل عيذاب كمنفذ تجاري لممالك السودان القديمة وميناء أفريقيا الأول للحجيج.

### العصور القديمة
يشير بعض المؤرخين إلى تزامن اكتشاف سواكن مع النشاط البحري والتجاري الذي مارسه اليونانيون والبطالسة إبّان العهد البطلمي. كما يعتقد بأن قدماء المصريين منذ عهد الأسرة الخامسة كانوا يمرون عبر سواكن ويستخدمونها كمحطة في طريقهم إلى بلاد بنط (الصومال الحالية) في القرن الإفريقي لجلب الذهب واللبان.
ومن المرجح أن سواكن كانت ميناء الرجاء الصالح، ليمين Evangelis Portus Limen الذي كان يقصده بطليموس، ذلك لأن الوصف الذي أورده عن ذلك الميناء الواقع على البحر الأحمر ينطبق على سواكن من حيث وقوعه على جزيرة مستديرة بقطر 1.5 كيلومتر بمقياس اليوم في نهاية لسان بحري إلى داخل البر.، وأشار بطليموس في وصفه إلى الفيلة التي تم جلبها إلى المدينة من غابات وسط السودان، إلا أن الميناء الرئيسي على البحر الأحمر حسب البطالسة والرومان لم يكن في سواكن بل هو ميناء برنيس. وكان البحر الأحمر يشكل نقطة وصل مهم للرومان والبيزنطيين تربطهم بالمحيط الهندي.

### العصور العربية الإسلامية
خلال القرن الثامن الميلادي ورد اسم سواكن لأول مرة في مؤلفات الرحالة وعلماء الجغرافية والتاريخ العرب كمدينة مرٌ عبرها بعض أفراد أسرة بني أمية من قبيلة قريش المتجهين إلى مصر هرباً من العباسيين بعد مقتل الخليفة الأموي مروان بن محمد سنة 750 ميلادية. فقد ذكر المقريزي «في كتاب المواعظ والاعتبار بذكر الخطط والآثار
»
بأن ثمة «طريق من النيل إلى سواكن وباضع ودهلك وغيرها من جزائر البحر الأحمر نجا منه بنو أمية الهاربين عندما جدّ اتباع العباسيين في ملاحقتهم». وهذا يعني بأن سواكن عاصرت كلاً من من مدينتي باضع وعيذاب خلال فترة امتدت إلى خمسة قرون: من القرن الثامن الميلادي وحتى القرن التاسع عشر الميلادي. وتؤكد مراجع أخرى عربية قديمة على أن سواكن استقبلت أفواجاً من الأسر العربية خلال القرنين التاسع والعاشر والحادي عشر بغرض الاستقرار فيها. ويبدو أنها ظلت ومنذ بداية الهجرات العربية وحتى سنة 1255 م قرية صغيرة تقطنها جماعات من الهمج تقوم بنشاط بحري محدود يتمثل في خدمة مرور تجارة لشمال ووسط السودان إلى الأسواق الخارجية. ووفقاً للمقريزي وابن سليم الأسواني بأن سواكن كانت مرتبطة بمراكز تجميع التجارة على النيل وكانت تشكل منفذ ًبحرياً للدويلات المسيحية في السودان تمر من خلالها تجارتهم مع العالم الخارجي ووكان يمر عبرها الحجاج المسيحيين في طريقهم إلى الأراضي المقدسة في أورشليم(بيت المقدس) حتى أوائل القرن السادس عشر الميلادي.
أدى انهيار الدولة العباسية في العراق ونمو الدولة الفاطمية في مصر إلى تغيير في هذا الوضع فأصبح مينائي القصير وعيذاب أهم مركزين للتجارة مع الهند. وورد اسم سواكن في كتابات الهمداني في القرن العاشر، الذي أشار إلى وجود بلدة قديمة نشأت كمستوطنة صغيرة للبجا ثم توسعت بعدما تم التخلي عن ميناء باضع (مصوع في إريتريا الحالية) في جنوبها. وقد أدت الحروب الصليبية والغزو المغولي في الشرق الأدنى إلى تحول التجارة إلى المنطقة وازدهارها فيها.
وفي القرن الثاني عشر الميلادي غزا الصليبيون سواحل البحر الأحمر وقاموا بتخريب ونهب المدن والساحلية الواقعة عليه ومن بينها سواكن، وجرت عدة معارك بينهم وبين سكان تلك المناطق.
وفي القرنين الرابع عشر والخامس عشر وصل بعض التجار من مدينة البندقية الإيطالية إلى سواكن وباضع.
وفي سنة 1264 م، تعرضت سواكن لهجوم من قبل المماليك بدعم من حاكم عيذاب عندما أثار أحد حكامها، ويدعى علاء الدين الأسبعاني غضب السلطان المملوكي بيبرس باستيلائه على بضائع تجار لقوا حتفهم في البحر في مكان قريب من المدينة وكانوا رعايا للسلطان بيبرس الذي أرسل حملة تأديبية ضد أمير سواكن علاء الدين بقيادة حاكم قوص المصري تدعمه 50 سفينة من عيذاب، فاضطر الأسبعاني الذي كانت له صلات بأعيان مدينتي جدة ومكة المكرمة إلى الفرار. وقد تحدث عنه ابن بطوطة.
وهناك من يعتقد بأن الهجوم الذي شنه الملك النوبي داوود على عيذاب في وقت لاحق بعد بضع سنوات كان رداً على تعاونها مع بيبرس ضد سواكن. وكان العداء والتنافس بين سواكن وعيذاب كبيراً لفترات طويلة.
وبعد الدمار الذي تعرضت له عيذاب على يد السلطان المملوكي استقبلت سواكن العيذابيين الذين نزحوا إليها لاستئناف حياتهم في خدمة التجارة والملاحة فوصلت إليها السفن التجارية الكبيرة من الهند والصين، وأصبحت سواكن ميناء السودان الأول واشتهرت وازدهرت، إلا أن تلك الحال قد تغيّرت بعد اكتشاف طريق رأس الرجاء الصالح حول أفريقيا الجنوبية في أواخر القرن الخامس عشر الميلادي واتجاه عدد كبير من السفن التجارية الأوروبية نحوه واستخدامه طريقاً رئيسية نحو شبه الجزيرة الهندية والشرق الأقصى حتى غدت منافساً خطيراً لجميع الطرق التي تمر عبرها التجارة بين الشرق والغرب في تلك الأزمنة، ومن ضمنها طريق البحر الأحمر .

### الحكم العثماني

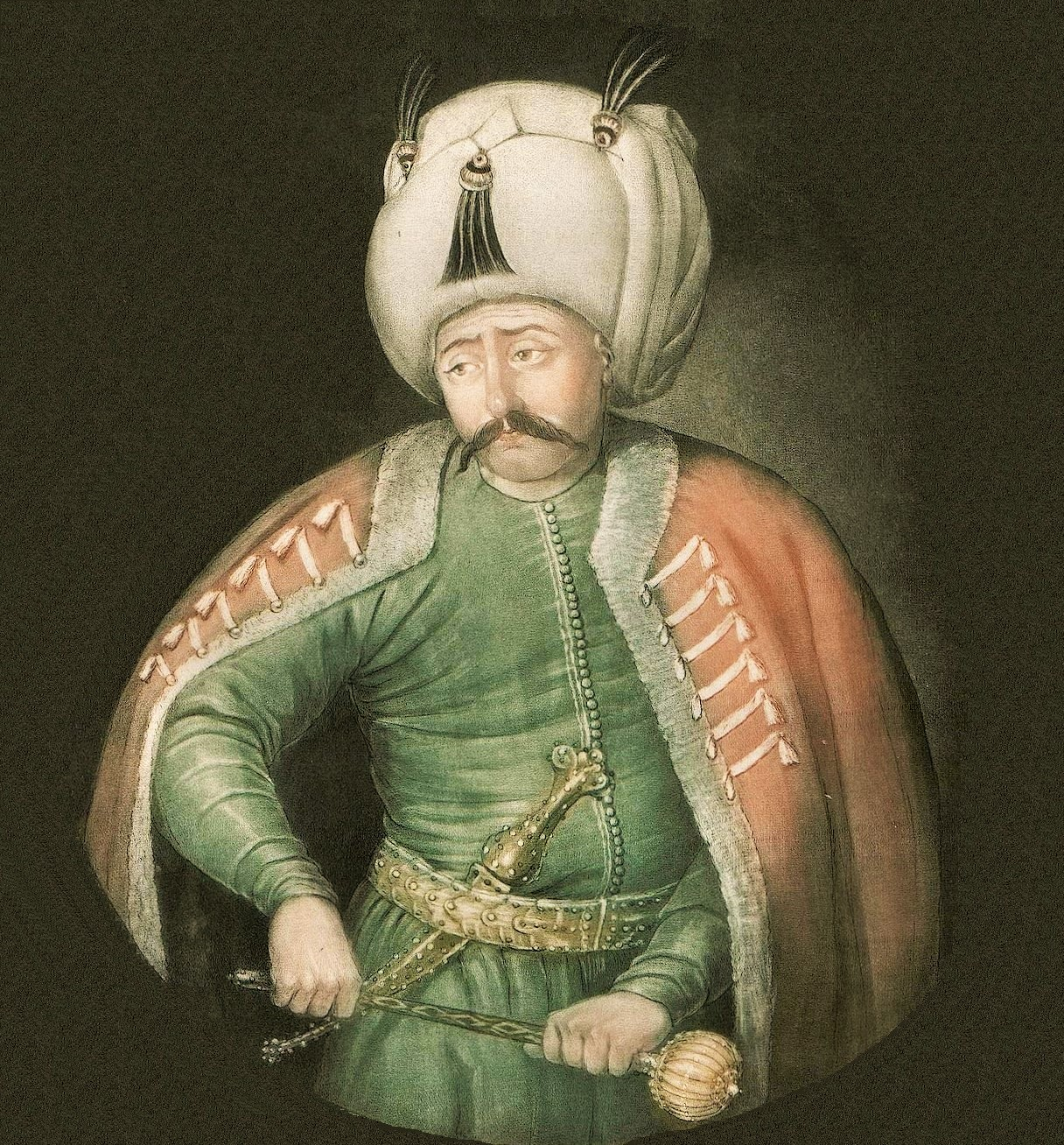
سليم الأول

وبظهور الأتراك العثمانيين كقوة دولية كبرى وتمكّنهم من بسط سيطرتهم على مناطق في آسيا وأفريقيا وأوروبا ومن بينها الشريط الساحلي للبحر الأحمر، غزا السلطان العثماني سليم الأول مدينة سواكن في سنة 1517 م بعد احتلال قصير من قبل الفونج، وأصبحت المدينة مقراً لحاكم مديرية الحبشة العثمانية، والتي شملت مدن حرقيقو ومصوع في إريتريا الحالية. وفي عهد السلطان سليم العثماني ضمت سواكن لولاية الحجاز العثمانية، فيما استمر تجار سواكن في تعاملهم مع السلطنة الزرقاء حيث كان الفونج يقومون بتجميع السلع والمنتجات من أواسط السودان ويوجهون القوافل التجارية إلى سواكن عبر سنار وكسلا ليتم تسويقها والتبادل عليها هناك مع التجار الأجانب ومن ثم شحنها تحت إشراف العثمانيين، إلا أن المدينة تدهورت تدهوراً كبيراً تحت ظل الحكم العثماني بسبب سياسة التضييق التي مارسها العثمانيون فيما بعد على التجار الأوروبيين للحد من نشاطهم التجاري عبر طريق البحر الأحمر في محاولة لمحاربة الأطماع الأوربية في المنطقة.
وفي سنة 1540 م، حدث خلاف بين قائد الإسطول البرتغالي استيفانو دا غاما وحاكم سواكن وكانت السفن البرتغالية في طريقها من جيب جوا البرتغالي بالهند إلى خليج السويس بغرض مهاجمته والاستيلاء عليه، وعندما وصلت إلى سواكن أحدثت دمارا على بنايات المدينة ونهبتها الأمر الذي اثار غضب العثمانيين فاصطدموا مع البرتغاليين.
وفي عام 1629 م، أصبحت سواكن قاعدة عسكرية للحملة العثمانية على اليمن.
وبوصول أسرة محمد علي باشا إلى سدة الحكم في مصر بعد بضع سنوات قليلة من بداية القرن التاسع عشر الميلادي وما تبع ذلك من أطماع توسعية لها شملت حدود مصر الجنوبية واحتلال السودان في عام 1821 م، دخلت سواكن مرحلة جديدة في تاريخها
ولم تعترف الإمبراطورية العثمانية بحق محمد علي في ضم سواكن إلى ملكه، وقامت بتأجيرها له مقابل مبلغ مالي يدفعه سنوياً. وبعد وفاة محمد علي سنة 1849 عادت سواكن للدولة العثمانية وكان مواطن سواكن يعتبر سواكني عثماني.
وفي عهد الخديوي إسماعيل باشا ضمت سواكن للسودان الإنجليزي المصري بعد أن تعهد الخديوي إسماعيل بدفع مبلغ 7.500 جنيه مصري لوالي جدة مقابل تنازل السلطان العثماني عن سواكن. وصدر فرمان عثماني بذلك.
و
في مايو / أيار 1865 م تنازلت السلطة العثمانية رسمياً عن سواكن ضمن مناطق أخرى على ساحل البحر الأحمر وخليج عدن مقابل جزية سنوية قدرها 15 ألف جنيه مصري،
حاول المصريون الأتراك تطوير سواكن لتقوم بدورها كمنفذ بحري للسودان، إلا أن سياسة محمد على باشا التجارية إزاء السودان لم تساعد كثيراً على ذلك، فقد عمد توجيه تجارة السودان نحو مصر وأصبحت السلع السودانية المطلوبة من قبل الأسواق الأوروبية تمر عبر طريق مصر وموانئها على ساحل البحر الأبيض المتوسط، لكن افتتاح قناة السويس للملاحة الدولية في عام 1869 م، من ناحية أخرى، أنعش الطريق البحري المار عبر البحر الأحمر الذي ازدحم بحركة السفن التجارية مما أدى إلى إعادة الحيوية إلى موانئ المنطقة ومن بينها سواكن.
سعى الخديوي إسماعيل باشا إلى تطوير المدينة مرة أخرى فبنى فيها منازل جديدة ومصانع ومساجد ومستشفيات وحتى كنيسة لأقباط المهجر. فعادت إليها السفن الأوربية وجرت عمليات تبادل السلع السودانية المختلفة كالتمور والجلود والقطن والصمغ العربي وسن الفيل وريش النعام وشمع العسل والسمن بمنتجات الشرق والغرب ومن بينها التوابل والزجاج والورق والمنسوجات، وازداد عدد سكان المدينة من البجا والعرب وغيرهم من التجار القادمين من مختلف أنحاء الدولة العثمانية ومصر واليونان واليمن وأرمينيا والهند. وعملت فيها شركات بحرية دولية مثل «شركة الهند الشرقية الإنجليزية»، و«الشركة الخديوية» و«وشركة ملاحة رباتينو» الإيطالية. كما حاول المصريون الأتراك ربط المدينة ببقية مناطق الإنتاج في السودان بخطوط السكك الحديدية، إلا أن الحرب الإثيوبية المصرية واندلاع الثورة المهدية ضد الحكم البريطاني أدت إلى شلّ حركة العمران في المدينة وإفشال محاولة تطويرها. فقد كانت قوات عثمان دقنة، أحد أمراء المهدية، تهاجم مواقع تشييد الخط من حين لآخر ثم قامت بفرض حصار على المدينة أدى إلى نهاية عهدها المزدهر. وبحلول القرن الثامن عشر والتاسع عشر الميلادي وجد الرحالة السويسري يوهان لودفيج بوركهارت الذي زار المدينة بأن ثلثي المنازل كانت في خراب.

### الحكم الثنائي

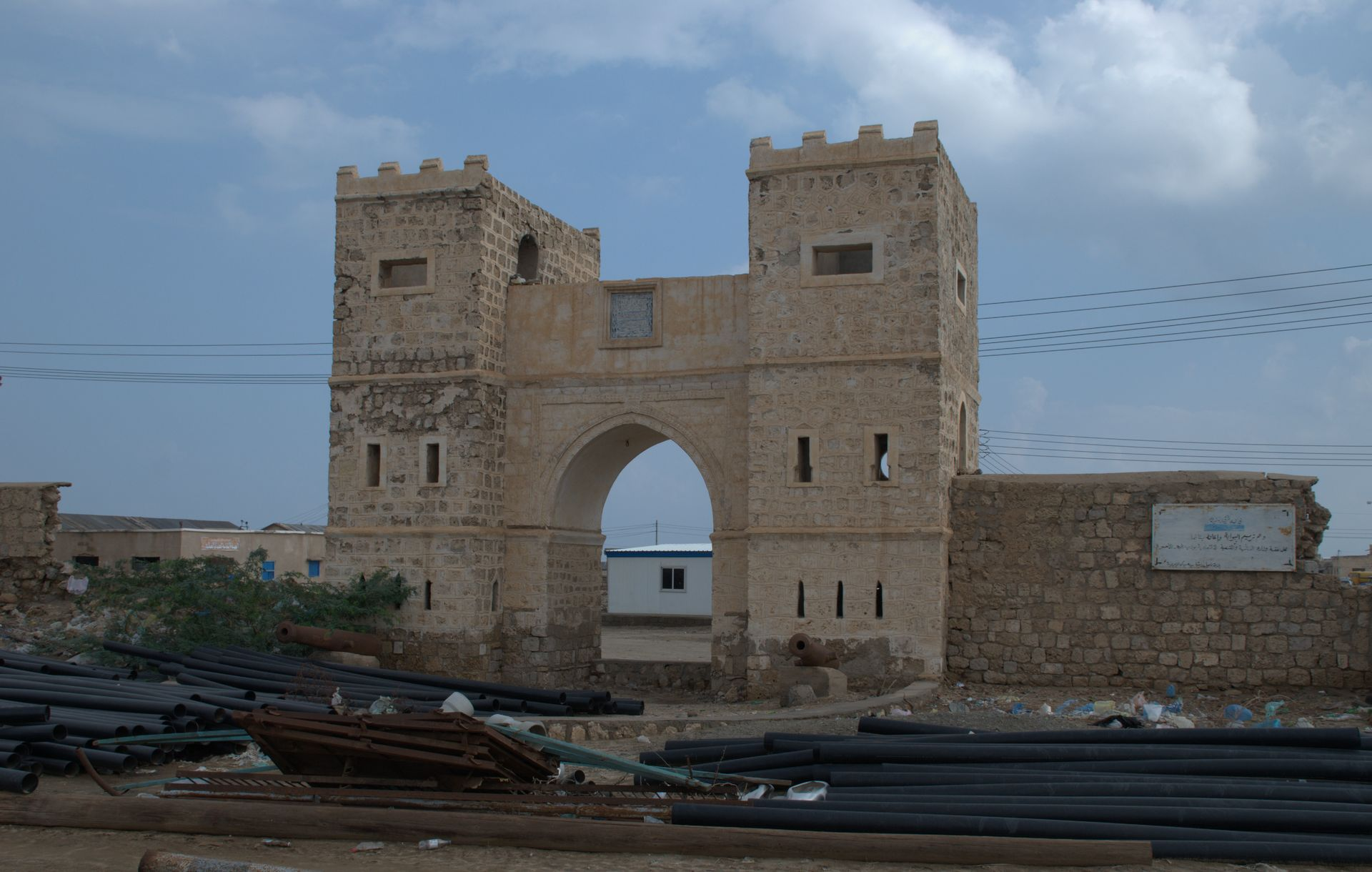
بوابة كتشنر وجزء من بقايا السور القديم

إتخذ اللورد كتشنر من سواكن مقراً لقواته ونجا من الحصار الطويل الذي فرضته جيوش المهدية بقيادة الأمير عثمان دقنة، بعد نجاح حملة استرداد السودان في سنة 1899 م.
بدأ البريطانيون في دراسة فكرة تشييد ميناء بحري جديد في السودان بعد أن أشار الحاكم الإنجليزي لشرق السودان
إلى عدم ملائمة سواكن لاستقبال السفن الكبيرة واقترح البحث عن موقع آخر على الساحل السوداني يمكن أن تدخل عليه السفن ليلاً على ضوء فنار يقام في موقع قريب.
تم تكليف أحد الخبراء في عام 1904 م بتقديم تقرير عن المبالغ اللازمة لتطهير ميناء سواكن وإزالة الشعب المرجانية وأشار تقرير الخبير إلى أن المرابط والمياه العميقة حول جزيرة سواكن لا تتحمل إلّا عدداً محدوداً من السفن وإن من الأفضل بناء ميناء جديد في شرم الشيخ برغوث الواقع شمال سواكن وتزويده بأجهزة حديثة وإعداده فنياً لاستيعاب حركة الملاحة ومرور التجارة الخارجية.
وهكذا تقرر بناء ميناء جديد جديد للسودان في مرسى الشيخ برغوث أطلق عليه اسم بورتسودان أي ميناء السودان بدلاً من الانخراط في إعادة بناء واسعة النطاق في سواكن. وبحلول عام 1922، غادرت آخر شركة بحرية ميناء سواكن إلى الميناء الجديد في بورتسودان.

### سواكن بعد الاستقلال
تراجع دور سواكن كميناء تجاري بحري لحساب بورتسودان بعد أن هجرها معظم سكانها إلى المدينة الجديدة وخيم الخراب على معظم منازلها التي يسودها الطابع المعماري الإسلامي والعربي القديم وأصبحت موقعاً من المواقع الأثرية القديمة في السودان.
وبنهاية ثمانيات القرن الماضي قررت الحكومة السودانية افتتاح ميناء عرف باسم ميناء عثمان دقنة لخدمة نقل الحجيج المتوجه إلى الأراضي المقدسة بالمملكة العربية السعودية مما أعاد الحياة إلى سواكن مجدداً.

### العمران
سواكن أول مدينة سودانية عمرت بالمباني العالية والمباني الثابتة، فكانت قصورها الشامخة لا مثيل لها في المنطقة، وكانت مدينة التجارة والمال علي البحر الأحمر والشرق العربي، فكانت تمون بلاد الحجاز وتهامة بالحبوب واللحوم والسمن.
بنيت المدينة القديمة علي جزيرة مرجانية ويحيط بها سور فتحت به خمسة بوابات لمراقبة الداخلين والخارجين أشهرها «بوابة كتشنر» (باب شرق السودان)، ويربط الجزيرة بالساحل جسر وعلى بعد ميلين فأكثر من الجزيرة توجد ثمانية أبراج للمراقبة.
تمتاز مباني سواكن بأنها مبنية من الحجارة المرجانية وبجمال النقوش والتصميم والمظهر العام ولقد زار سواكن كثير من الرحالة عبر تاريخها بدءا بابن بطوطة 1324 م، والكثير من الرحالة الأوربيين مثل صامويل بيكر وجنكر واسترجو سياد ليمنر، ولقد زارها الكثير من القادة والزعماء عبر تاريخها، فلقد زارها خديوي مصر عباس حلمي الثاني، وزارها اللورد اللنبي والكثير من قادة الغرب.

## السياحة
سواكن مدينة تاريخية قديمة تضم منطقة غنية بآثار منازل القرون الوسطى مبنية من الحجارة المرجانية ومزدانة بالنقوش والزخارف الخشبية. ومن معالم سواكن السياحية:
الجزر:
- جزيرة سواكن وتضم المدينة الأثرية
- جزيرة الحجر الصحي على بعد 5.8 كيلومتر من سواكن
- جزيرة الرمال وتبعد حوالي 32 كيلومتر

الشعاب:
- شعاب داموث وتبعد 21 كيلومتر من وسط سواكن
- شعاب المدخل
- شعاب قاض ايتود
- شعاب بيرنس[9]

الحصون والبوابات:
تضم منطقة القيف بقايا السور والبوابات والحصون ومنها:
- بوابة كتشنر (بوابة شرق السودان حالياً)
- حصن مهاجر
- حصن أبو الهول
- حصن طوكر
- حصن السوداني
- حصن الأنصاري
- حصن اليمني[9]

المتاحف:
- متحف هداب

هو أكبر وأبرز متحف في شرق السودان يقع في مدينة سواكن وقد تم إنشاؤه بجهد شخصي من قِبل محمد نور هداب وهو أحد أعيان مدينة سواكن. ويحتوي المتحف على مقتنيات تاريخية لعصور مختلفة لمدينة سواكن من بينها صور عامة وقطع أثاث وأزياء ونموذخ لسكن وغيرها من الأعمال الفولكلورية لسكان سواكن بشكل خاص وسكان شرق السودان بصفة عامة وتوجد به مقتنيات للأمير عثمان دقنة أحد قادة الثورة المهدية في شرق السودان ومن بينها الزي الذي كان يرتديه إلى جانب بعض وثائق تلك المرحلة.
الآثار:
وتضم أنقاض المباني بما فيها منازل السكنى كقصر الشناوي ومنزل خورشيد والمؤسسات العامة مثل مبنى الجمارك ومبنى البنك الأهلي المصر والمسجد الشافعي وغيرها.

### مباني سواكن القديمة

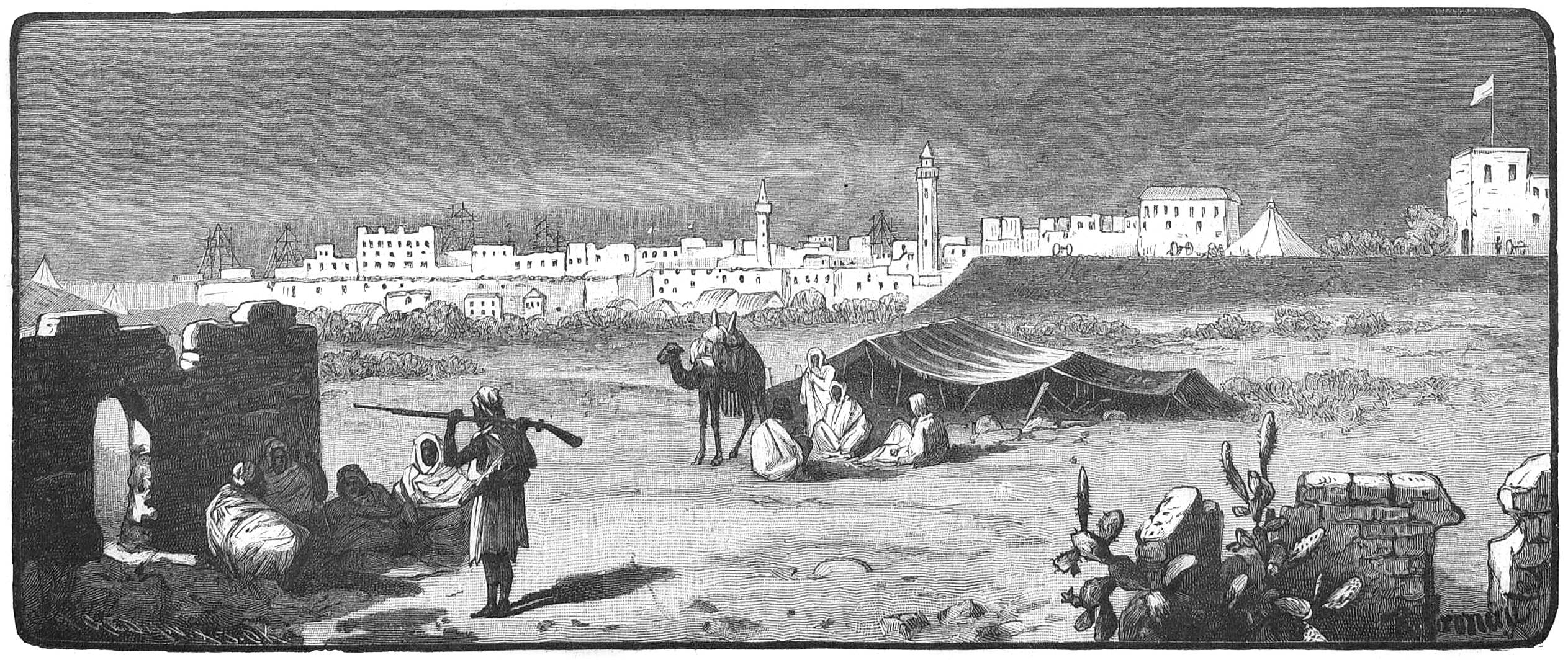
لوحة لخيمة محلية خارج سواكن في سنة 1884

ساهم الفونج في تحويل سواكن من قرية صغيرة إلى مدينة ميناء خلال فترة حكمهم القصيرة وشيّدوا فيها سدودا ترابية بغرض الدفاع ومستودعات ومخازن مغلقة حول الميناء وبئر لتوفير المياه العذبة. وأدخل الفونج أنواعاً جديدة من المساكن المشيدة من الطين والقش، وهي تختلف تماما عن بيوت السكان المحليين وخيامهم البيضاوية الشكل التي كانت تصنع من نوع من البساط المحلي المصنوع من القش والحصير والمثبت على أوتاد قصيرة تدق على الأرض. وكل ما تبقّى من آثار فترة حكم الفونج هو المقبرة الملكية التي تضم أربعة قبور.
وفي سنة 1517، تمكن الأتراك من إخراج الفونج من سواكن وبدأوا في تنفيذ برنامج عمراني واسع النطاق وصدرت القوانين التي نصت على أن تكون كل المباني مشيدة من الحجر، وبخاصة في الجزيرة، وأدى تطبيق القانون إلى انقسام في المجتمع من ناحية السكن حيث سكن الأغنياء في الجزيرة واستوطن الفقراء خارجها في البر.
معظم البنايات في سواكن كانت تتكون من طابقين، ثلاثة طوابق بجدران رأسية ولها شرفات بارزة تعرف بالروشان متوسط طولها حوالي مترين ولها نوافذ بابية مغلقة مزخرفة بشرائح متقاطعة ومتشابكة من خشب الساج الجاوي تبرز من الواجهة وتطل على الشارع تسمى مشربية وسميت كذلك لأنه كانت توضع فيها آنية الشرب ويتم تناول الشاي فيها. وكانت البنايات مشيدة بالأحجار المرجانية المطلية بالجير الأبيض من الداخل والخارج، ويضم البيت ديوان يعرف بالإيوان واسع بستخدم كغرفة استقبال كما يوجد جناح خاص بالنساء هو جناح الحريم.
ويمكن تقسيم معظم المباني من ناحية النمط المعماري إلى فئتين:
- المباني التي شيدت قبل عام 1860 والمستمد نمط معمارها الهندسي أساسا من المعمار الذي كان السائد في مدينة جدة على الجانب الآخر المقابل من ساحل البحر الأحمر وهو أسلوب تركي متميز المشربية فيه مغلقة من جهات ثلاث فقط مع مصراع للنافذة.
- المباني المستوحاة من الطراز المعماري المملوكي المصري وتتميز بمشربية مغلقة ومغطاة من كل الجوانب وقد أُضيفت إليها مؤخرا لمسات من المعمار الكولونيالي البريطاني.

هناك بعض المباني التي تظهر مزيجاً من الأنماط التركية في الجزء الأسفل من المبني والطراز المصري على أعلى المبنى في الأجزاء المضافة إليه.
كانت المباني البيضاء العالية مشيدة على طراز المعماري الحضري حيث المربعات السكنية المفصولة بشوارع ضيقة وباحات صغيرة. وقد وبلغ عدد البيوت التي تتكون من ثلاثة أو أربعة طوابق في القرن التاسع عشر حوالي 200 بيتا منها بيت الباشا الأقدم تاريخاً ويقع في وسط المدينة ويعود تاريخه إلى عام 1518 وهو مقر أول حاكم تركي لسواكن ولا يوجد له أي أثر وسط أطلال المدينة اليوم.
أما مبان السلطات الحكومية فتقع متراصة مطلة على البحر في الجزء الشمالي من الجزيرة ومنها مكتب الجمارك تميزه بوابته المقوسة إلى جانبه يقع مبنى المحافظة وكان بمثابة استراحة رسمية بُنيت في سنة 1866 كقصر ضيافة حكومي (تمت إضافة الطابق الثاني فيه من قبل المصريين). وفي اتجاه الغرب على طول الشاطئ يوجد مكتب التلغراف ومنزل خورشيد أفندي الذي شُيّد وسط فناء كبير وحديقة وله إيوان واسع. وفي الجهة المقابلة يوجد مبنى البنك الأهلي المصري الأحدث تاريخاً في بنائه ويتميز بأروقته المطلة مباشرة على البحر ويمثل نمطاً معمارياً حاد الزوايا ولا تزال جدران الطابق الأول بحالة جيدة.
وهناك قصر الشناوي بيه الشهير الذي يتكون من غرف بعدد أيام السنة ويمتد على طول السوق المركزي، وقد شيد في منتصف القرن الثامن عشر وثمة مسجدين أحدهما لأتباع المذهب الحنفي والآخر للشافعية ومسجد ثالث مشيّد على الطراز التركي، وهو الجامع المجيدي ويوجد في البر الرئيسي.
بافتتاح قناة السويس في سنة 1869 تم افتتاح أول محلج للقطن وأول مدرسة للبنين التي كان يرسل طلابها إلى القاهرة للجلوس لامتحانات الشهادة الابتدائية، ومسنشفى، ومكتب بريد، وبناية جمارك ومكتب للتلغراف.

وأثناء الثورة المهدية في بداية ثمانينيات القرن التاسع عشر تولى الإنجليز حماية المدينة وقاموا ببناء سور حجري طوله 3 أميال مدعوماً بحصون ارتفاعها 12 قدم حول المدينة في منطقة القيف وكان المدخل الرئيسي عبره هو بوابة كتشنر والتي تحمل عبارة:
وكان الجنرال غوردون باشا قد قام ببناء ممر ممهد قصير من بر القيف إلى الجزيرة في سنة 1877 م ولا تزال مباني القيف تبنى من الأخشاب بشكل رئيسي.

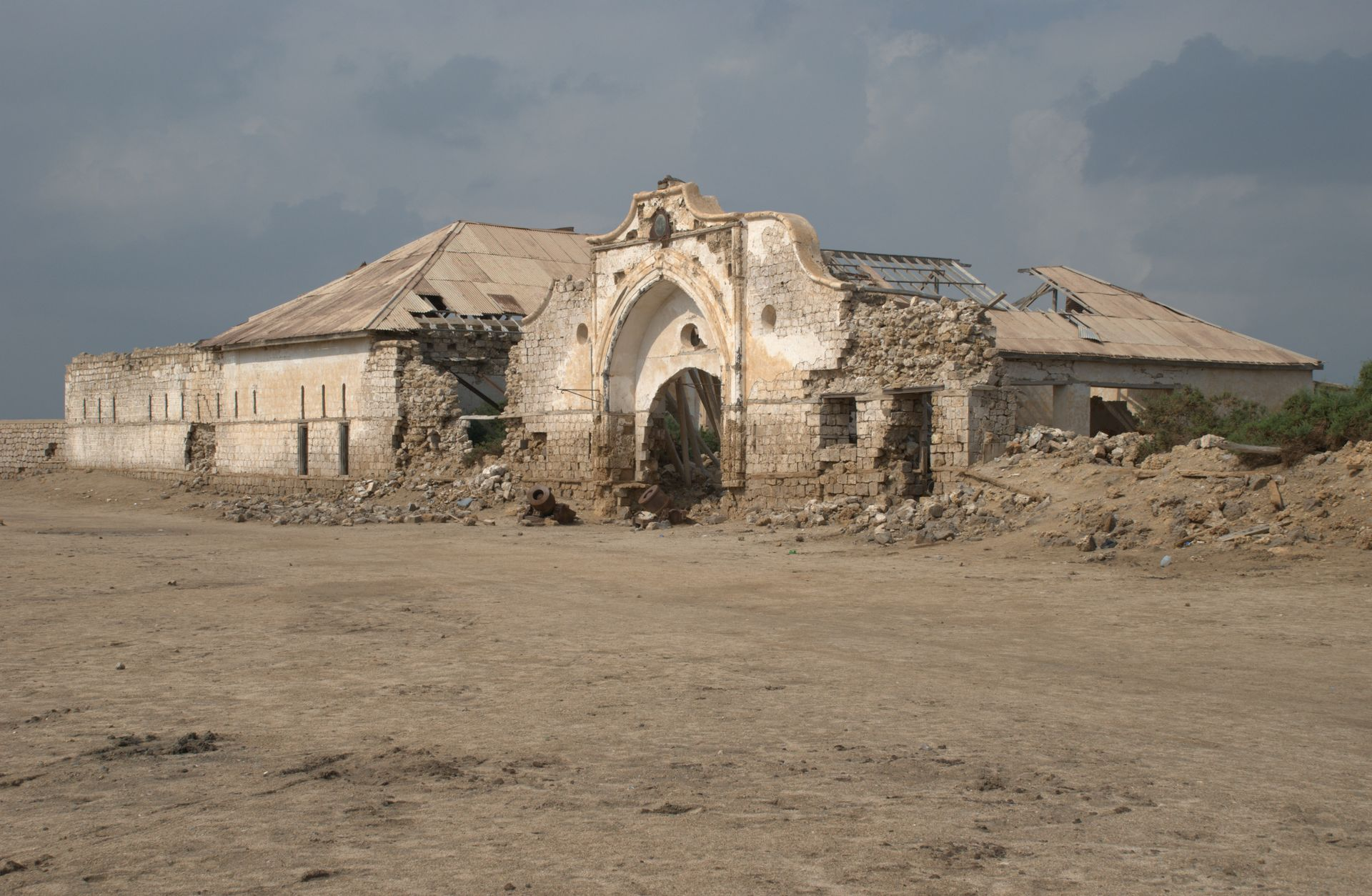
آثار مبنى الجمارك
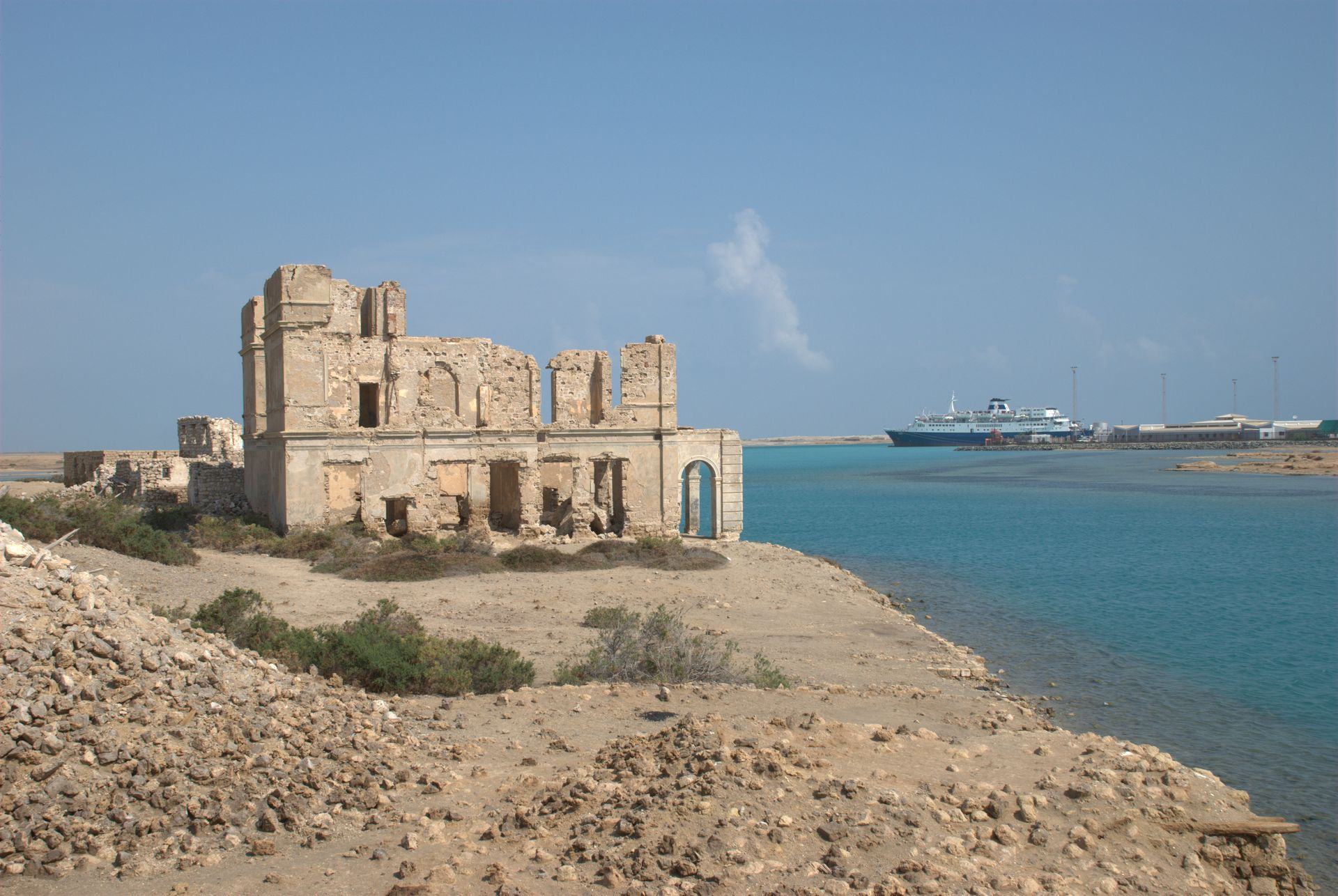
بقايا مبنى البنك الأهلي المصري
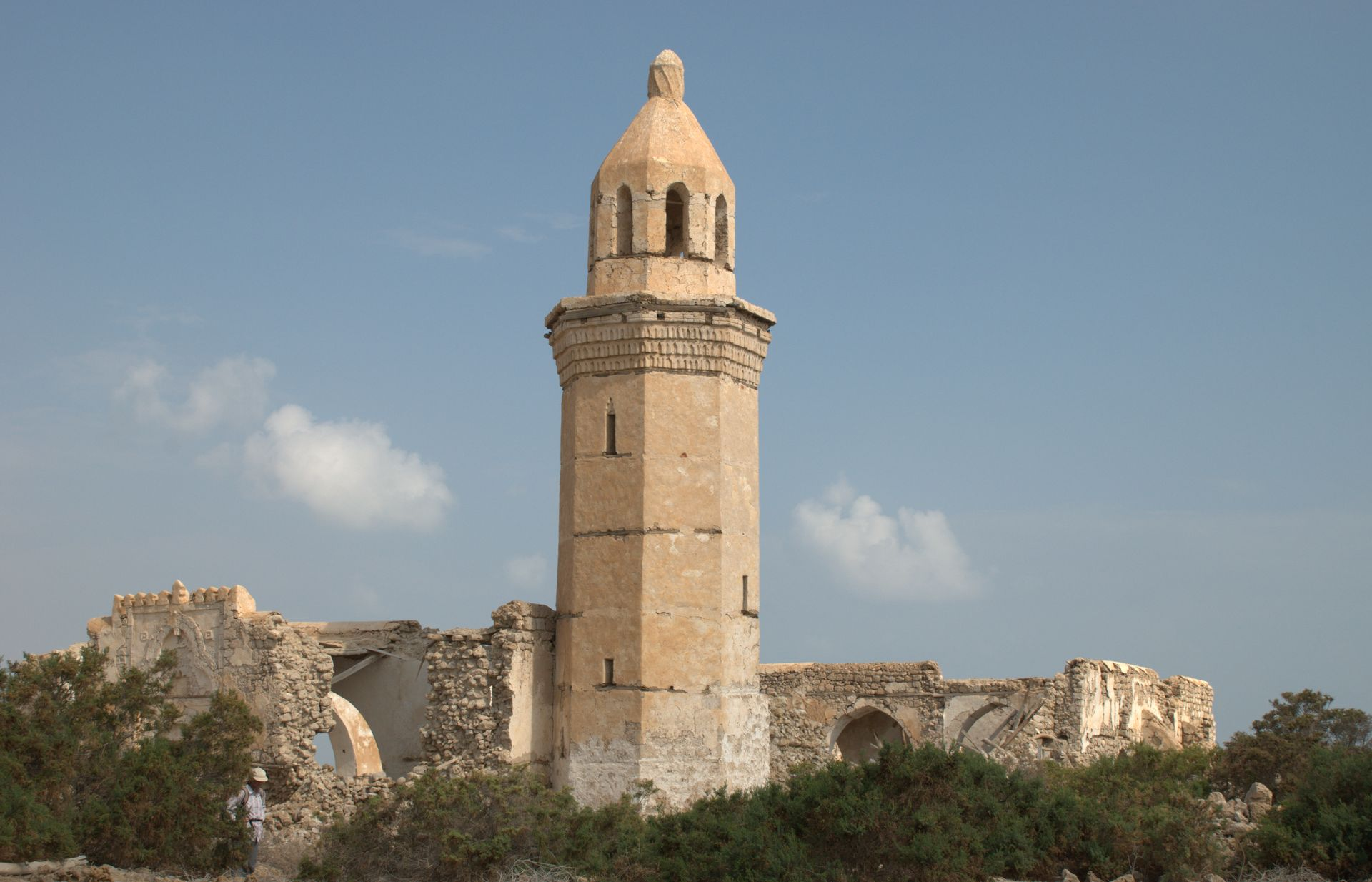
مئذنة المسجد الشافعي
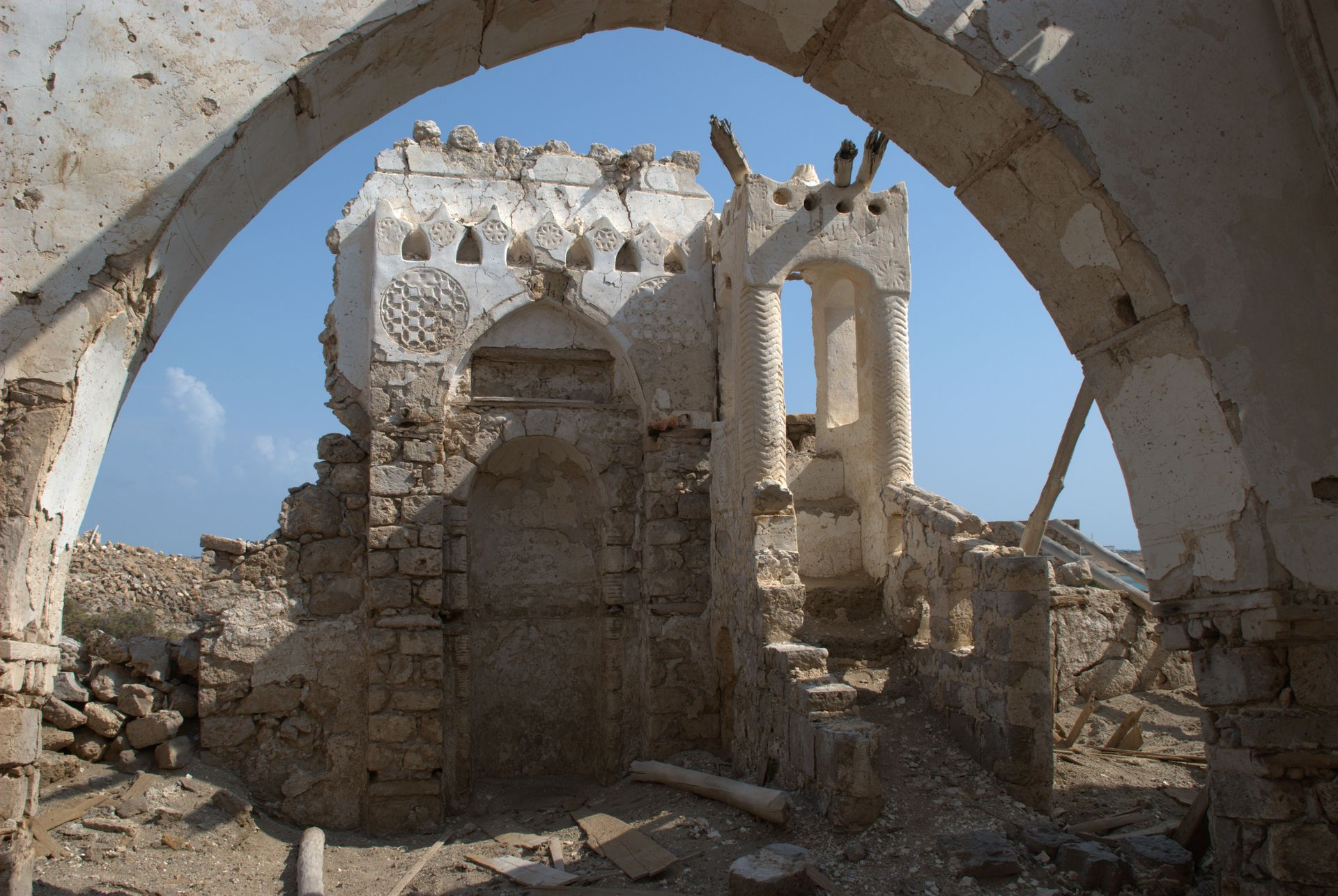
محراب المسجد الشافعي

## الإدارة
سواكن محلية من محليات ولاية البحر الأحمر بشرق السودان
تنقسم سواكن إلى ثلاثة أقسام:
1. الجزيرة وتعرف بجزيرة سواكن
2. البر الرئيسي ويعرف بالقيف
3. القرى المحيطة المنشرة في المنطقة الصحراوية وتمتد منها مسافة 10 أميال نحو البحر.

كان يقطن الأقسام الثلاثة معا حوالي 50.000 شخص
وفي الفترة من 1909 و1922 كان معظم سكان المدينة قد هاجروا إلى بورتسودان الواقعة على بعد 40 ميلا شمالها وتدهور معظم العمران في سواكن لأنه كان مبنياً من الحجر الجيري ويسكن ما تبقى من السكان اليوم في القيف.

## السكان
تعد سواكن مدينة متنوعة سكانياً مثل معظم مدن سواحل البحر الأحمر، فإلى جانب قبائل البجا السكان الأصليين للمنطقة توجد تجمعات سكانية من أصول يمنية وآسيوية وكذلك عرب مهاجرون من شمال ووسط السودان وقبائل أفريقية كالهوسا والفلاتة.
| السنة | عدد السكان       |
| ----- | ---------------- |
| 1973  | 5.895 (تعداد)    |
| 1983  | 18.030(تعداد)    |
| 2010  | 44.521 (تقديرات) |

## النقل
توجد حافلات يومية من مختلف الأنواع والأحجام بين بورتسودان وسواكن. ويمكن زيارة سواكن والعودة في نفس اليوم.
هناك خط للسكة الحديدية بين سواكن وبورتسودان تم بناؤه في عام 1905 ولكنه لا يعمل الآن.
يوجد ميناء جديد وهو ميناء الأمير عثمان دقنة تم افتتاحه في عام 1991 م، لاستقبال سفن الركاب والبضائع، ويستخدم في نقل الحجيج إلى الأراضي المقدسة بالمملكة العربية السعودية.

### ميناء الأمير عثمان دقنه بسواكن
تسع طاقة الميناء لمعالجة مليون ونصف مليون طن سنويا، وتبلغ الطاقة الاستيعابية الفعلية 323 مليون طن في العام. ويبلغ طول المدخل حوالي 90 متر، وتبلغ مساحة أماكن التخزين العاملة 14400 متر مربع والساحات الاحتياطية 27 ألف متر مربع وعدد المرابط عشرة وبالميناء مستودع للبضائع والأمتعة وصالة مغادرة للركاب وأخرى للوصول تتوفر فيهما كافة الخدمات."www.aspf.org.eg - هيئة الموانىء البحرية السودانية". مؤرشف من الأصل في 2013-01-28.
ويقع مطار بورتسودان على بعد 60 كيلومتر تقريباً من سواكن.